# Chmielnicki (stacja kolejowa)
Chmielnicki (ukr. Хмельницький) – stacja kolejowa w miejscowości Chmielnicki, w rejonie chmielnickim, w obwodzie chmielnickim, na Ukrainie. Położona jest na linii Odessa – Lwów. Znajduje się na ulicy Płoskirowskiej. Przed budynkiem dworca stoi pomnik Bohdana Chmielnickiego.
Stacja obsługuje pociągi podmiejskie oraz dalekobieżne (w tym międzynarodowe m.in. do Polski).

## Historia
Stacja Płoskirów powstała w 1871 na trasie Żmerynka - Wołoczyska - granica państwa, pomiędzy stacjami Bohdanowce i Czarny Ostrów. Jej nazwę zmieniono na obecną po zmianie nazwy miasta.